# NGC 2883
NGC 2883 je galaksija u zviježđu Kompasu.

## Vanjske poveznice
- SEDS: NGC 2883